# 3592 Nedbal
3592 Nedbal è un asteroide della fascia principale. Scoperto nel 1980, presenta un'orbita caratterizzata da un semiasse maggiore pari a 2,3449037 UA e da un'eccentricità di 0,1915062, inclinata di 9,66380° rispetto all'eclittica.
L'asteroide è dedicato al compositore ceco Oskar Nedbal.